# Bebius variegatus
Bebius variegatus là một loài bọ cánh cứng trong họ Cerambycidae.